# جادر فولني سبيندلر
جادر فولني سبيندلر (بالبرتغالية: Jader Volnei Spindler‏) أو باري، من مواليد 18 يناير 1982 في فينانسيو أيرس البرازيل، لاعب كرة قدم برازيلي.
لعب مع نادي غامبا أوساكا وهو حالياً يلعب مع الأهلي الإماراتي.

## روابط خارجية
- جادر فولني سبيندلر على موقع الاتحاد الدولي (مؤرشف)  (الإنجليزية)
- جادر فولني سبيندلر على موقع رابطة كرة القدم اليابانية للمحترفين (اليابانية)
- جادر فولني سبيندلر على موقع قاعدة بيانات كرة القدم.إي يو (الإنجليزية)
- جادر فولني سبيندلر على موقع Soccerway.com (الإنجليزية)
- جادر فولني سبيندلر على موقع عالم كرة القدم.نت (الإنجليزية)